# 雙峰：與火同行
是一部1992年8月28日上映的美國心理驚悚及恐怖電影，改編自1990年轟動一時的《雙峰》，由大衛·林區執導。劇本由大衛·林區和羅伯特·恩格斯撰寫。電影主要為電視劇《雙峰》的前傳和續集。依其電視劇做延伸，敘述美國北部的伐木與觀光小鎮雙峰鎮，隱藏著許多不為人知的勾心鬥角、情慾薰心、利益勾結等事情，並交代出16歲高中少女蘿拉被人殺害事件的來龍去脈，以及在她死前撲朔迷離的內心世界。。

## 劇情

### 鹿草地序幕
1988年，在华盛顿州的小镇鹿草地，十几岁的流浪少女特蕾莎·班克斯的尸体被包裹在塑料中漂浮在一条河流上。FBI地区局长戈登·科尔派遣探员切斯特·德斯蒙德和萨姆·斯坦利前去调查。
在检查特蕾莎的尸体时，两探员注意到她的手指上不见了一枚戒指，还在指甲下找到一个写有字母“T”的小纸片。当地一名女侍者后来告诉他们，特蕾莎在去世前手臂麻木。在特蕾莎的拖车里，德斯蒙德注意到她戴着一枚奇怪的戒指的照片。黄昏时，德斯蒙德在一个拖车下的土堆上找到了这枚戒指。他伸手去拿。
在費城的FBI总部，探员戴尔·库珀告诉科尔他的不祥梦境。他们失踪多年的同事菲利普·杰弗里斯特现身，疯狂地咆哮着他目睹的一次涉及神秘灵体的会议。这些灵体的幻象——跳跃人、异地人、杀手鲍勃以及查尔冯夫人和她的孙子——短暂出现，随后杰弗里斯突然消失。坐在旁边的阿尔伯特·罗森菲尔德探员报告说，杰弗里斯从未出现过，德斯蒙德也消失了。为了寻找德斯蒙德，库珀被派往鹿草地，但他没有得到任何信息。

### 劳拉·帕尔默的最后七天
一年后，在双峰镇，高中返校日皇后劳拉·帕尔默吸食可卡因，背着男友鲍比·布里格斯与骑摩托车的詹姆斯·赫利有染。她发现她的秘密日记中有几页丢失，遂将剩下的部分交给廣場恐懼症朋友哈罗德·史密斯保管。
查尔冯夫人和她的孙子后来出现在劳拉面前。他们给她一幅画让她挂在墙上，警告她“戴面具的男人”就在她卧室里。劳拉跑回家，看到鲍勃在梳妆台后面。她惊恐地跑出去，看到父亲利兰从房子里出来。那天晚上，利兰质问劳拉关于她的恋情，对她大喊洗手。睡觉时，他向她含泪道歉。
挂上画后，劳拉梦见自己进入“小屋”。在那里，她看到了库珀和异地人，后者自称为“手臂”并向劳拉呈上了特蕾莎的戒指。库珀告诉她不要拿戒指。劳拉看到安妮·布莱克本躺在她旁边的床上，浑身是血。安妮告诉劳拉在日记中写下“好的戴尔在小屋里不能离开”，然后消失了。劳拉看到手中有戒指，但醒来时戒指不见了。
那天晚上，劳拉去了路屋酒吧当未成年妓女。随后，劳拉和皮条客雅克·雷诺以及他们的两个顾客去到了加拿大边境的另一家酒吧。劳拉的好朋友唐娜·海沃德对卖淫和严重吸毒一无所知。她跟着劳拉去了那里。看到唐娜被毒品迷倒，赤裸上身与她的“约翰”接吻，劳拉便把她拖走。她恳求唐娜不要变得像她一样。
第二天早上，被灵体“迈克”附身的独臂人菲利普·杰拉德接近利兰和劳拉。他给劳拉看了特蕾莎的戒指，同时质问利兰关于罐头玉米的事情。利兰回忆起他与特蕾莎的婚外情。他曾要求特蕾莎安排四人性行为，但在看到劳拉是其中之一后便逃跑了。特蕾莎意识到他是谁，于是密謀勒索他，因此利蘭謀殺了她。利蘭和迈克大喊大叫，勞拉變得非常不安，尖叫著要他們停下來。迈克很快就開車走了。
那天晚上，鮑比和劳拉在森林裡等待雅克带毒品来。克里夫副警長找到他們，並拿出一包白色粉末。他笨手笨腳地拔槍，但鮑比先開了槍，殺死了克里夫。
第二天晚上，劳拉吸食可卡因後，鲍勃從窗戶進來強暴了她。她問：“你是誰？” 同时看到鲍伯其实是她的父親。
劳拉在学校里极度痛苦。鲍比看出她是在利用他获取可卡因，于是与她分手。劳拉变得越来越不稳定及烦躁。晚上，她结束了与詹姆斯的关系，跳下他的摩托车，逃到了森林里的一个小屋，雅克、利奥·约翰逊和未成年妓女罗内特·普拉斯基在那里等着。他们四个人吸食了可卡因，发生了性关系。期间，雅克绑住了劳拉，强奸了她。这时利兰出现，将雅克打昏。利奥逃跑了。利兰带着劳拉和罗内特来到一辆废弃的火车车厢。劳拉问他是否要杀了她。鲍勃告诉她，他想成为她。鲍勃打晕了罗内特。迈克追踪到利兰的位置，救出了罗内特，将特蕾莎的戒指扔进了火车车厢。劳拉戴上了戒指。愤怒的鲍勃杀死了劳拉，并将她的尸体裹在塑料里，漂浮在河上。他随后进入了“红色房间”，遇到了迈克和异地人。他们一起向鲍勃索要他们的“garmonbozia”（“痛苦和悲伤”），而分离的利兰则飘浮在旁边，渾然不覺。

### 尾聲
劳拉的尸体被双峰镇的居民发现。库珀探员在红色房间安慰她。她看到她的天使在上方飘浮，流下了喜悦的泪水。